# مشاع يك شيخ علي أرمغان (اسماعيلي كرمان)
مشاع یك شیخ علي أرمغان (بالإنجليزية: Masha-ye Yek Sheykh Ali Armeghan)‏ هي منطقة سكنية تقع في إيران في منطقة إسماعيلي.